# Вабрига
Вабрига је насељено место у саставу општине Тар-Вабрига у Истарској жупанији, Хрватска. До територијалне реорганизације у Хрватској налазила се у саставу старе општине Пореч.

## Становништво
На попису становништва 2011. године, Вабрига је имала 433 становника.

## Попис1991.
На попису становништва 1991. године, насељено место Вабрига је имало 391 становника, следећег националног састава:
| Попис 1991.‍  | Попис 1991.‍  | Попис 1991.‍ | Попис 1991.‍ | Попис 1991.‍ |
| ------------ | ------------ | ----------- | ----------- | ----------- |
|              |              |             |             |             |
| Хрвати       | Хрвати       |             | 169         | 43,22%      |
| Италијани    | Италијани    |             | 36          | 9,20%       |
| Срби         | Срби         |             | 8           | 2,04%       |
| Муслимани    | Муслимани    |             | 3           | 0,76%       |
| Пољаци       | Пољаци       |             | 2           | 0,51%       |
| Македонци    | Македонци    |             | 1           | 0,25%       |
| Словаци      | Словаци      |             | 1           | 0,25%       |
| Словенци     | Словенци     |             | 1           | 0,25%       |
| остали       | остали       |             | 2           | 0,51%       |
| регион. опр. | регион. опр. |             | 123         | 31,45%      |
| непознато    | непознато    |             | 45          | 11,50%      |
| укупно: 391  |              |             |             |             |